# Carel Scholten
Carel S. Scholten (* 1925 in Amsterdam; † 5. Dezember 2009) war ein niederländischer Physiker und Computerpionier.
Scholten ging auf das Vossius Gymnasium in Amsterdam und studierte von 1945 bis 1952 Physik an der Universität Amsterdam. Ab 1947 baute er am Mathematischen Zentrum in Amsterdam mit seinem Freund und Studienkollegen Bram Loopstra den Relaiscomputer ARRA I (fertiggestellt 1952). Dabei musste er von Januar 1948 bis September 1950 seinen Militärdienst leisten. Die erste Version ARRA I war ein Misserfolg, im Gegensatz zur Nachfolgeversion, die unter Beteiligung des aus den USA zurückgekehrten Gerrit Blaauw entstand (ARRA II). 1954 baute er mit Loopstra den ARMAC Computer, der Transistoren verwendete. Für die Software war Edsger W. Dijkstra zuständig, mit dem Scholten über 30 Jahre freundschaftlich zusammenarbeitete. Ab 1959 war er mit Loopstra bei der Firma Electrologica (Amsterdam, ab 1964 Rijswijk), die vom Mathematischen Zentrum zusammen mit der Versicherungsfirma Nillmij (dem Finanzier) gegründet wurde und die 1968 von Philips übernommen wurde. Beide bauten dort den Electrologica X1 Computer, der 1958 auf den Markt kam, und von dem bis 1964 40 Exemplare hauptsächlich an Universitäten gingen (er wurde schon am Mathematischen Zentrum entwickelt und führte erste Berechnungen 1957 aus). Er verwendete Transistoren und Ferritkern-Speicher. 1964 folgte das Nachfolgemodell EL-X8. An der Electrologica X8 gab es auch schon die Möglichkeit zum Time-Sharing nach Ideen von Dijkstra 1979 wechselte er an das Philips Natuurkundig Laboratorium in Eindhoven, an dem er bis 1985 blieb.
1991 erhielt er einen Ehrendoktor der TU Eindhoven.

## Schriften
- mit Dijkstra Predicate Calculus and Program Semantics, Springer-Verlag 1990